# Le Pont-de-Beauvoisin (Sabaudia)
Pont-de-Beauvoisin – miejscowość i gmina we Francji, w regionie Owernia-Rodan-Alpy, w departamencie Sabaudia.
Według danych na rok 1990 gminę zamieszkiwało 1426 osób, a gęstość zaludnienia wynosiła 779 osób/km² (wśród 2880 gmin regionu Rodan-Alpy Pont-de-Beauvoisin plasuje się na 590. miejscu pod względem liczby ludności, natomiast pod względem powierzchni na miejscu 1696.).

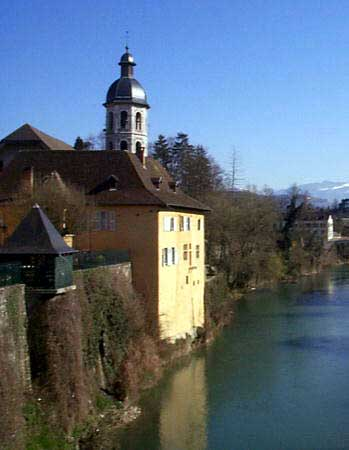
Kościół w Pont-de-Beauvoisin, 2002
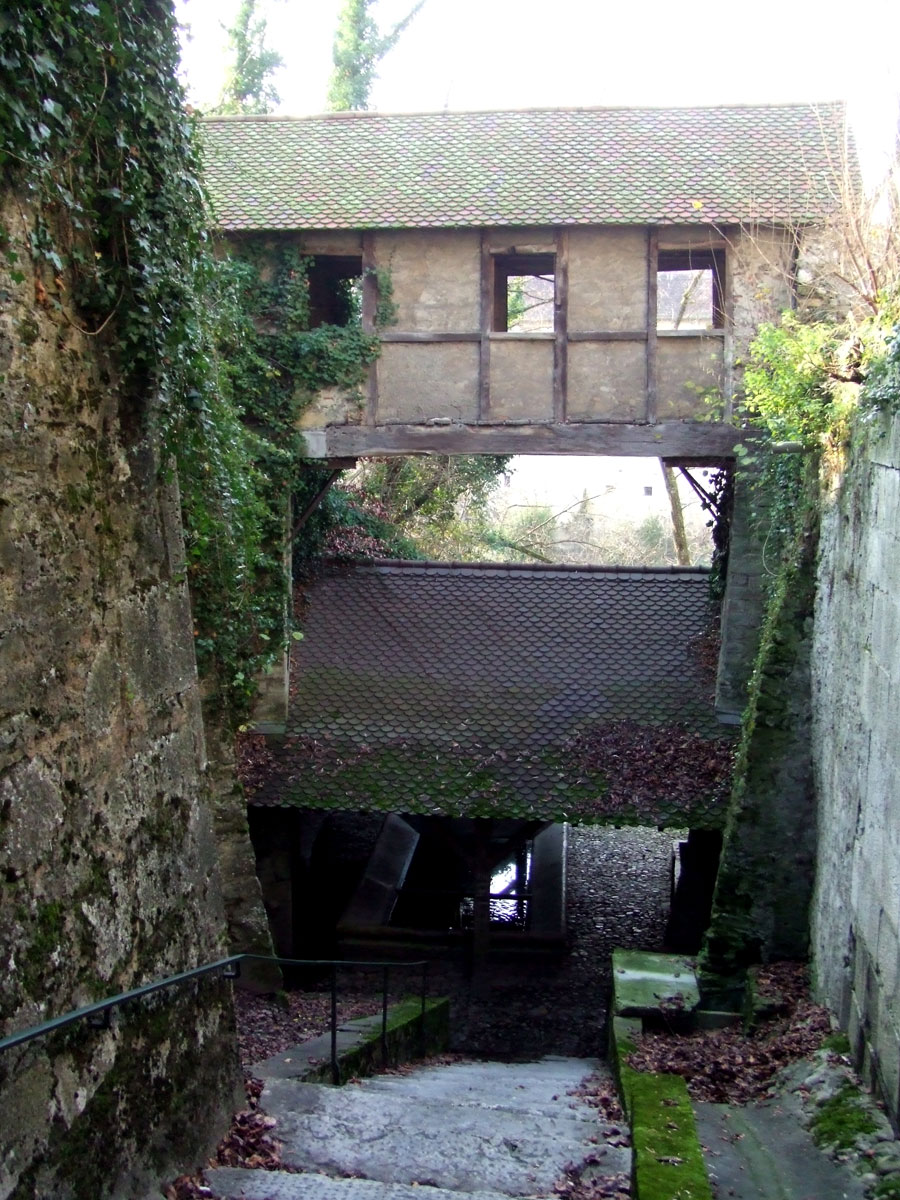
Pasaż w Pont-de-Beauvoisin, 2006